# Richard Cockerill

a Compétitions nationales et continentales officielles uniquement.

b Matchs officiels uniquement.
Richard Cockerill, né le 16 décembre 1970 à Rugby (Angleterre), est un joueur et entraîneur de rugby à XV, qui joue avec l'équipe d'Angleterre de 1997 à 1999, au poste de talonneur. 
Il entraîne les Leicester Tigers de 2005 à 2016. Après un bref passage au RC Toulon, il devient l'entraîneur d'Édimbourg en 2017.

## Biographie
Richard Cockerill joue avec les Leicester Tigers et avec l'AS Montferrand. 
Il connaît sa première cape internationale le 31 mai 1997, à l’occasion d’un match contre l'équipe d'Argentine. Il entre à la 26e minute pour remplacer Phil Greening. 
Il dispute la coupe du monde 1999 (4 sélections).
De 2005 à 2009, il entraîne les avants de Leicester Tigers. Lors de la nomination de Marcelo Loffreda à la tête de Leicester en 2007, Richard Cockerill opère comme entraîneur principal avant la fin de la Coupe du monde de rugby à XV 2007 et l'arrivée effective de l'Argentin. Heyneke Meyer prend la suite de Loffreda mais quitte la tête du club en janvier 2009 pour raison familiale. Richard Cockerill opère comme entraîneur principal de février 2009 à décembre 2016.
Quelques jours après son éviction de Leicester, le RC Toulon annonce qu'il rejoint son staff en tant que consultant rugby auprès du manager Mike Ford jusqu'à la fin de la saison. Le 4 avril 2017, il est nommé manager du club à la place de Mike Ford jusqu'à la fin de la saison. Marc Dal Maso reste entraîneur des avants tandis que Matt Giteau s'occupe des trois-quarts. L'équipe atteint la finale du championnat mais s'incline 22 à 16 face à l'ASM Clermont Auvergne.
Le 20 février 2017, Édimbourg Rugby annonce qu'il deviendra l'entraîneur en chef de la province écosse à partir de la saison 2017-2018. Il sera épaulé en tant qu'entraîneur des arrières par l'entraîneur en chef en poste Duncan Hodge.
En 2023, il devient l'entraineur du MHR (Montpellier). Il est limogé en novembre après 6 défaites 

## Statistiques en équipe nationale
- 27 sélections avec l'équipe d'Angleterre
- Sélections par année : 6 en 1997, 11 en 1998, 10 en 1999,
- Tournois des Cinq Nations disputés : 1998, 1999

## Bilan en tant qu'entraîneur
| Saison      | Club             | Division    | Poste                          | Classement             | Coupe d'Europe                | Challenge européen         |
| ----------- | ---------------- | ----------- | ------------------------------ | ---------------------- | ----------------------------- | -------------------------- |
| 2005 - 2006 | Leicester Tigers | Premiership | Avants                         | Défaite en finale      | Éliminé en quart-de-finale    | -                          |
| 2006 - 2007 | Leicester Tigers | Premiership | Avants                         | Champion d'Angleterre  | Défaite en finale             | -                          |
| 2007 - 2008 | Leicester Tigers | Premiership | Avants                         | Défaite en finale      | Éliminé en poule              | -                          |
| 2008 - 2009 | Leicester Tigers | Premiership | Avants puis Entraîneur en chef | Champion d'Angleterre  | Défaite en finale             | -                          |
| 2009 - 2010 | Leicester Tigers | Premiership | Directeur du rugby             | Champion d'Angleterre  | Éliminé en poule              | -                          |
| 2010 - 2011 | Leicester Tigers | Premiership | Directeur du rugby             | Défaite en finale      | Éliminé en quart-de-finale    | -                          |
| 2011 - 2012 | Leicester Tigers | Premiership | Directeur du rugby             | Défaite en finale      | Éliminé en poule              | -                          |
| 2012 - 2013 | Leicester Tigers | Premiership | Directeur du rugby             | Champion d'Angleterre  | Éliminé en quart-de-finale    | -                          |
| 2013 - 2014 | Leicester Tigers | Premiership | Directeur du rugby             | Éliminé en demi-finale | Éliminé en quart-de-finale    | -                          |
| 2014 - 2015 | Leicester Tigers | Premiership | Directeur du rugby             | Éliminé en demi-finale | Éliminé en poule              | -                          |
| 2015 - 2016 | Leicester Tigers | Premiership | Directeur du rugby             | Éliminé en demi-finale | Éliminé en demi-finale        | -                          |
| 2016 - 2017 | RC Toulon        | Top 14      | Consultant puis manager        | Défaite en finale      | Éliminé en quart-de-finale    | -                          |
| 2017 - 2018 | Édimbourg Rugby  | Pro14       | Entraîneur en chef             | Éliminé en barrages    | -                             | Éliminé en quart-de-finale |
| 2018 - 2019 | Édimbourg Rugby  | Pro14       | Entraîneur en chef             | 5e de la conférence B  | Éliminé en quart-de-finale    | -                          |
| 2019 - 2020 | Édimbourg Rugby  | Pro14       | Entraîneur en chef             | Éliminé en demi-finale | -                             | Éliminé en quart-de-finale |
| 2020 - 2021 | Édimbourg Rugby  | Pro14       | Entraîneur en chef             | 5e de la conférence B  | Éliminé en huitième de finale | -                          |

## Palmarès

### Joueur
- Leicester Tigers
  - Vainqueur du Championnat d'Angleterre en 1999, 2000, 2001 et 2002
  - Vainqueur de la Coupe d'Europe en 2001 et 2002

### Entraîneur

#### En club
- Leicester Tigers
  - Finaliste du Championnat d'Angleterre en 2006, 2008 (adjoint), 2011 et 2012.
  - Finaliste de la Coupe d'Europe en 2007 (adjoint) et 2009.
  - Vainqueur du Championnat d'Angleterre en 2007 (adjoint), 2009, 2010, 2013.

- RC Toulon
  - Finaliste du Championnat de France en 2017

#### Distinctions personnelles
- Meilleur entraîneur du Pro14 en 2020[7].